# 5-cube

Graphe d'un 5-cube.

En cinq dimensions géométriques, un 5-cube est un nom pour un hypercube de cinq dimensions avec 32 sommets, 80 arêtes, 80 faces carrées, 40 cellules cubiques et 10 4-faces tesseracts.
Il est représenté par le symbole de Schläfli {4,3,3,3}, réalisé sous la forme 3 tesseracts {4,3,3} autour de chaque arête cubique {4,3}. Il peut être appelé un penteract, ou encore un déca-5-tope ou decateron[réf. nécessaire], étant un 5-polytope (en) construit à partir de 10 facettes régulières.  
Il fait partie d'une famille infinie d'hypercubes. Le dual d'un 5-cube est le 5-orthoplex (en), de la famille infinie des orthoplexes. L'application d'une opération d'alternation (en), la suppression de sommets alternés du 5-cube, crée un autre 5-polytope uniforme, appelé 5-demicube, qui fait également partie d'une famille infinie appelée les demihypercubes.